# Pellisenjärvi
Pellisenjärvi eller Isopellinen är en sjö i Finland. Den ligger i kommunen Kauhava i landskapet Södra Österbotten, i den centrala delen av landet, 400 km norr om huvudstaden Helsingfors. Pellisenjärvi ligger 70,2 meter över havet. I omgivningarna runt Pellisenjärvi växer i huvudsak blandskog. Arean är 51 hektar och strandlinjen är 4,46 kilometer lång. Sjön  ingår i Purmo å huvudavrinningsområde. 